# 경제 협력 기구
경제 협력 기구(經濟協力機構, 영어: Economic Cooperation Organization, ECO)는 아시아의 10개 국가로 구성된 국제 기구이다. 이 기구에 가입한 국가들은 아프가니스탄, 아제르바이잔, 이란, 카자흐스탄, 키르기스스탄, 파키스탄, 타지키스탄, 튀르키예, 투르크메니스탄, 우즈베키스탄으로 구성되어 있다. ECO는 이란의 테헤란에 본부를 두고 있다.

## 역사와 기능
경제협력기구의 시작은 1985년 이란, 파키스탄, 튀르키예가 사회 경제 분야의 발전을 위해 결성한 것이 시초였으며 1962년에 설립한 ROD가 기원이었다. 1992년 가을 아프가니스탄, 아제르바이잔, 카자흐스탄, 키르기스스탄, 타지키스탄, 투르크메니스탄, 우즈베키스탄 등이 새로운 회원국이 되었다.

## 다른 기구와의 관계
모든 ECO 가입국들은 이슬람 회의 기구의 회원국이며 ECO는 1995년부터 OIC에 옵서버 자격으로 참가하고 있다.

## 역대 사무총장
| #  | 이름                     | 국가         | 재임 기간               |
| -- | ------------------------ | ------------ | ----------------------- |
| 1  | 알리레자 살라리          | 이란         | 1988년 - 1992년         |
| 2  | 샴샤드 아흐마드          | 파키스탄     | 1992년 - 1996년         |
| 3  | 온데르 오자르            | 튀르키예     | 1996년 - 2000년         |
| 4  | 압돌라힘 가바히          | 이란         | 2000년 8월 - 2002년 7월 |
| 5  | 세예드 모즈타바 아라스투 | 이란         | 2002년 7월 - 2003년 8월 |
| 6  | 베크자사르 나르바예프    | 카자흐스탄   | 2003년 8월 - 2004년 1월 |
| 7  | 아스하트 오라즈바이      | 카자흐스탄   | 2004년 1월 - 2006년 8월 |
| 8  | 안와르 후르시드          | 파키스탄     | 2006년 8월 - 2009년 8월 |
| 9  | 야야 마루피              | 아프가니스탄 | 2009년 8월 - 2012년 8월 |
| 10 | 샤밀 알라스케로프        | 아제르바이잔 | 2012년 8월 - 2015년 7월 |
| 11 | 할릴 이브라힘 아크자     | 튀르키예     | 2015년 8월 - 2018년 7월 |
| 12 | 하디 솔레이만푸르        | 이란         | 2018년 8월 - 2021년     |
| 13 | 후스라프 노지리          | 타지키스탄   | 2021년 8월 - 현직       |

## 같이 보기
- 상하이 협력 기구
- 남아시아 지역 협력 연합